# Ichthyotitan
Ichthyotitan — вимерлий рід гігантських іхтіозаврів з пізнього тріасу, відомий з формації Вестбері Мадстоун у Сомерсеті, Англія. Вважається, що це шастазаврид, що розширює ареал родини на 13 мільйонів років до останнього тріасу. Відкриття Іхтіотитану вважалося доказом того, що шастазавриди все ще процвітали до свого зникнення під час тріасово-юрського вимирання. Рід містить один вид, I. severnensis. Він відомий з двох фрагментів надкутової кістки нижньої щелепи, виявлених у різних місцях у 2016 та 2020 роках. Інші екземпляри по всій Західній Європі були пов'язані з видом на основі подібних остеологічних особливостей, хоча їх належність невизначена. Оцінки, що збільшують кістки інших видів іхтіозаврів, показують, що довжина тіла іхтіотітана становить майже 25 метрів, що робить його найбільшою морською рептилією, відомою на даний момент.

## Відкриття та найменування
Перший зразок, який пізніше назвали іхтіотитаном, BRSMG Cg2488 («зразок Лілстока»), був знайдений у 2016 році дослідником і колекціонером скам’янілостей Полом де ла Саллем у формації Вестбері. Він складається з часткового лівого надкутника довжиною 96 сантиметрів. У 2018 році Дін Ломакс, Пол де ла Саль, Джуді Массар і Рамуес Галлуа ідентифікували зразок Лілстока як належний до шастазавридів. Це також спонукало авторів переосмислити великі кістки в сусідній скелі Ауст, які раніше вважалися великими наземними архозаврами, як можливі фрагменти гігантських іхтіозаврів із надкутної, під'язикової або інших кісток щелепи..
Інший менший фрагмент щелепи гігантського іхтіозавра відомий з Лілстока; зберігається в приватній колекції і досі залишається неописаним.
Зразок голотипу Іхтіотитану, BRSMG Cg3178 («зразок BAS»), був виявлений у відкладеннях формації Вестбері біля Блю-Анкора в Сомерсеті. Перший фрагмент був знайдений 28 травня 2020 року 11-річною Рубі Рейнольдс, коли вона разом зі своїм батьком, колекціонером скам’янілостей Джастіном Рейнольдсом, шукала скам’янілості на пляжі Блю-Анкор. Вони зв’язалися з дослідником Діном Ломаксом, який сам зв’язався з Полем де ла Саллем. Подальші експедиції очолювали команда, виявивши додаткові шматки до 16 жовтня 2022 року, і відомі частини надкутної кістки, нижньої щелепної кістки, були повторно зібрані в тому ж році.
Зразок складається з фрагментів правого надкутника, більш повного, ніж зразок Лілстока, причому деякі фрагменти, можливо, належать до кутової кістки. Гістологічні дані свідчать про те, що зразок все ще ріс, тобто був або підлітком або молодим дорослим.
Інші фрагменти були виявлені, але не ототожнені з голотипним зразком, включаючи дві великі частини ребер іншого потенційного гігантського іхтіозавра, знайденого на вищому стратиграфічному рівні.
У 2024 році Ломакс та ін. описав Ichthyotitan severnensis як новий рід і вид ймовірного іхтіозавра шастазаврида на основі BRSMG Cg3178 і BRSMG Cg2488. Родова назва «Ichthyotitan» поєднує посилання на Ichthyosaurus, що означає «риба-ящірка», поєднуючи грецькі слова ἰχθύς (ichthys), що означає «риба», і σαῦρος (sauros), що означає «ящірка» — з грецьким суфіксом - τιτάν (-титан), що означає "гігант". Видова назва, severnensis, посилається на Северський лиман поблизу типового місцеположення.
Інші фрагментарні залишки гігантських іхтіозаврів подібного віку подібних до іхтіотитана також були виявлені в Німеччині (Боненбург з Варбурга) і Франції (Отен і Куерс).
Зразок Куерса відомий з фрагментів, виявлених у двох окремих розкопках, але вважається, що він представляє єдиний зразок. Спочатку зразки були описані як шастазавридоподібний. Морфологія задньої щелепи вважалася унікальною на момент відкриття, але з тих пір її пов'язують із зразками іхтіотиту.

## Опис
Іхтіотитан — єдиний шастазаврид і гігантський іхтіозавр, відомий із ретійського періоду, знайдений у скам’янілому літописі через 13 мільйонів років після своїх родичів. Вважається, що ця лінія вимерла відразу після вимирання в тріасово-юрському періоді, причому пізніші іхтіозаври ніколи не досягали подібних розмірів до свого вимирання на початку пізньої крейди.

### Оцінка розміру
Хоча незавершеність ускладнювала визначення розміру тварини, вона явно була дуже великою. Порівнюючи надкутну кістку Лілстока з тією самою кісткою Shastasaurus sikanniensis як модель, дослідники підрахували, що іхтіозавр Лілстока був приблизно 26 метрів у довжину. Масштабування, засноване на висоті вінцевого відростка порівняно з безанозавром, виявило меншу оцінку довжини в 22 метри. Дослідники відзначили, що, хоча відмінності в пропорціях між видами роблять ці оцінки спекулятивними, вони були традиційними, враховуючи дефіцит матеріалу.
Дослідження 2024 року, що описує Ichthyotitan, вказало на неточності у масштабуванні Besanosaurus через помилкове ототожнення вінцевого відростка з сусіднім привідним м'язом зовнішньої щелепи. Вони надали переглянуту оцінку довжини в 25 метрів, що, ймовірно, робить його найбільшою морською рептилією, коли-небудь описаною.
За неофіційними оцінками екземпляри Австрії, які попередньо пов'язані з іхтіотитаном, були ще більшими — від 30 до 35 метрів.

## Палеоекологія
Вважається, що іхтіотитан був хижаком, який полював на меншу здобич, включаючи інших морських рептилій, подібно до косатки. Це було сприйнято як доказ багатства морських харчових мереж протягом усього тріасу, які, як вважають, побудовані на нещодавно розвинених формах планктону, і показали б, що шастазавриди процвітали до свого зникнення в кінці тріасового вимирання. Їхня екологія зробила їхні останки вразливими для падальників, причому одна зі скам'янілостей демонструвала ознаки цього перед похованням, що пояснює дефіцит відомих скам'янілостей.

## Галерея

Порівняння розмірів
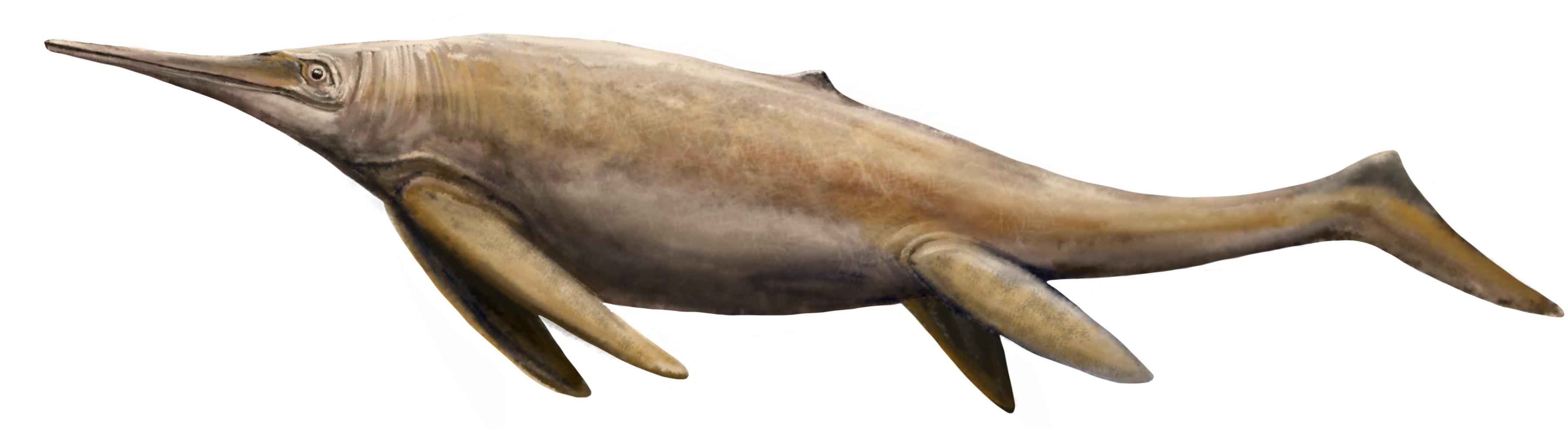
Художня реконструкція